# 31065 Beishizhang
31065 Beishizhang è un asteroide della fascia principale. Scoperto nel 1996, presenta un'orbita caratterizzata da un semiasse maggiore pari a 2,7784350 UA e da un'eccentricità di 0,0837202, inclinata di 4,16751° rispetto all'eclittica.